# Orocrambus thymiastes
Orocrambus thymiastes là một loài bướm đêm trong họ Crambidae.